# 横浜三井ビルディング
横浜三井ビルディング（よこはまみついビルディング）は、神奈川県横浜市西区高島にある超高層ビル。三井不動産が運営・管理を行っている。略称は横浜三井ビル。

## 概要
三井不動産にとって横浜駅エリア最大規模のオフィスビルであるとともに、同エリア初の「三井ビル」として建設された。また、同社がみなとみらい地区で大規模開発を行うのも初めてのことである。隣地には日産自動車グローバル本社があり、横浜駅とも近接した同地区の北の玄関口（67街区）に当たる。
当ビルが完成（竣工）したのは2012年2月末のことだが、それから約2ヶ月後の同年5月7日に開業へ至った。
2階には世界最大級の鉄道模型博物館、「原鉄道模型博物館」が2012年7月10日に開館した。鉄道模型製作・収集家の原信太郎（コクヨ元専務）による世界の鉄道車両模型コレクションおよび室内施設として世界最大級のジオラマ、鉄道関連資料・グッズなどを展示したものとなっている。
この他、横浜国立大学「未来情報通信医療社会基盤センター」のサテライト・オフィスや国連WAFUNIF日本アジア機構などを誘致し、次世代テクノロジーの開発に携わる企業の発掘・育成を目指す「デフタ・パートナーズ横浜拠点」（フューチャーラボ）を開設している。また、2014年9月には神奈川県が当ビル内に医療機器の実証試験センター（運営は横浜国立大学に委託）を作る計画である。

## 主なテナント
- 3-30F オフィスゾーン
  - 6-14F 日立グループの営業拠点
  - 15F 横浜国立大学「未来情報通信医療社会基盤センター」、デフタ・パートナーズ横浜拠点
  - 16-18F 富士通 YokohamaHub
  - 30F 面白法人カヤック“ヨコハマ展望台”オフィス
- 1-2F 商業・文化ゾーン「テツモポート」
  - 1F せんざん、マリブ、プロント、ファミリーマート、天賞堂（鉄道模型・ミュージアムグッズショップ）、三井のすまいモール
  - 2F 原鉄道模型博物館

## アクセス
- 横浜駅（東口）より徒歩5分

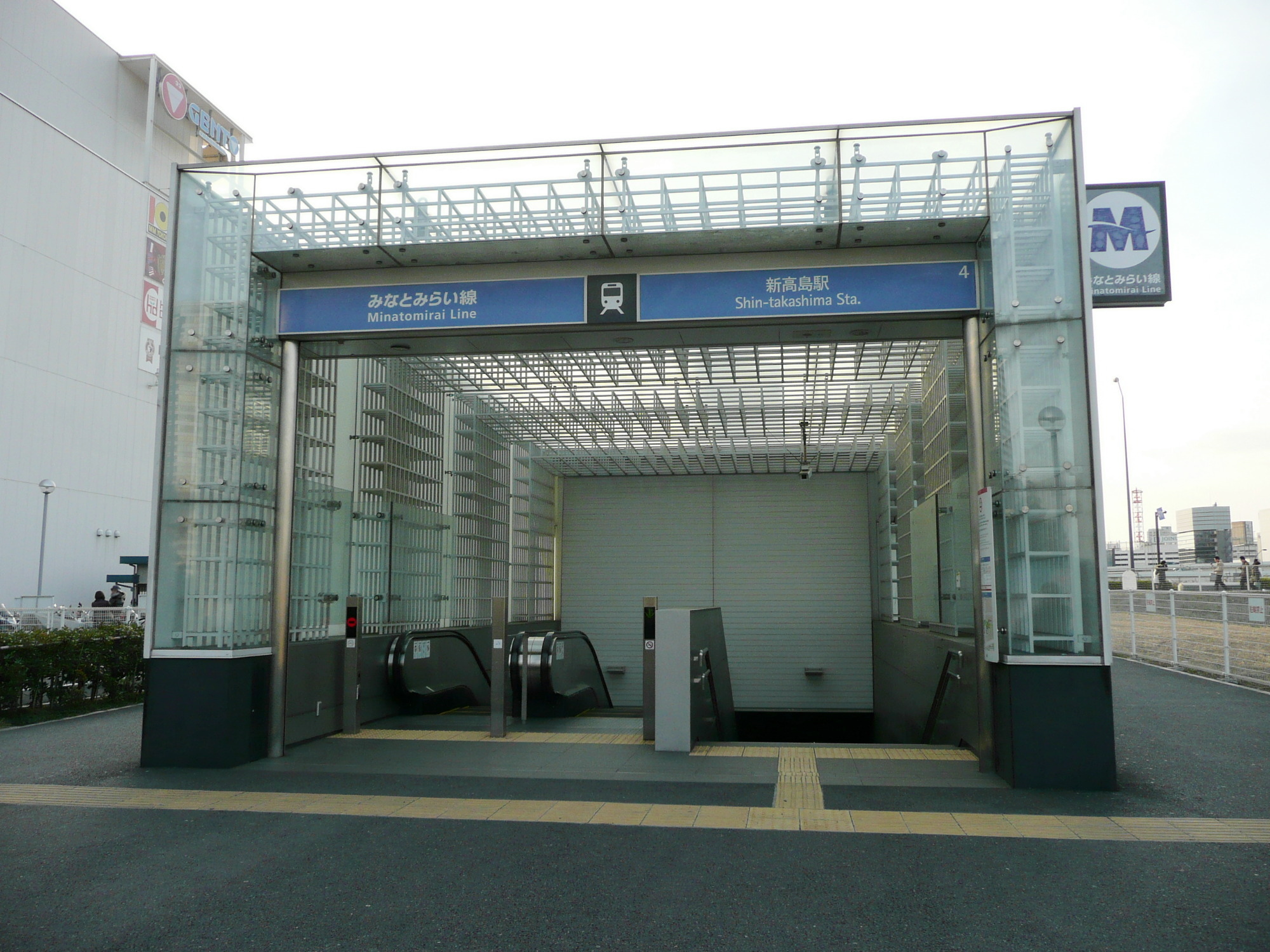
最寄となる新高島駅

- 横浜高速鉄道みなとみらい線 新高島駅より徒歩2分

## ギャラリー

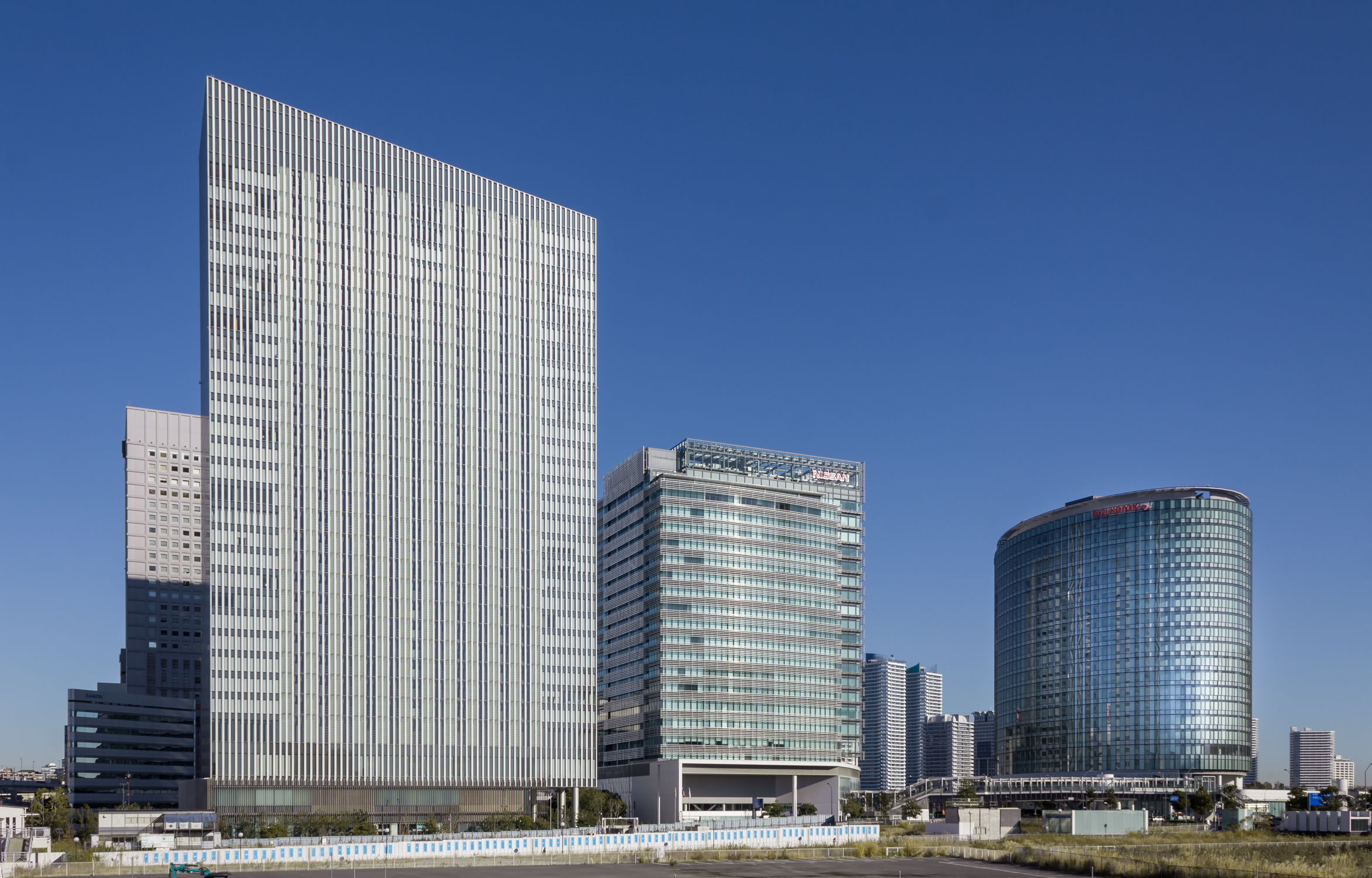
周辺のビルを含む景観（中央が日産自動車グローバル本社、右側が富士ゼロックスR&Dスクエア）